# 海浦站
海浦站（日语：／ Uminoura eki */?）是位於熊本縣葦北郡蘆北町小田浦，肥薩橙鐵道線的車站。車站編號為OR08。

## 歷史
- 1959年（昭和34年）6月1日 - 日本國有鐵道鹿兒島本線車站啟用。另外，啟用當初大部分普通列車通過（主要為柴油列車停站，使用機車牽引的列車通過。但是在海灘季節會停站）。
- 1978年（昭和53年）10月2日 - 隨著實際時間表修正，所有普通列車停站。
- 1987年（昭和62年）4月1日 - 伴隨國鐵分割民營化，車站由九州旅客鐵道（JR九州）營運。
- 2004年（平成16年）3月13日 - 九州新幹線鹿兒島中央站（當日由西鹿兒島站改名而成）至新八代站之間開業，使鹿兒島本線八代站至川內站之間的鐵路業務由肥薩橙鐵道繼承。
- 2015年（平成27年）2月27日 - 站前廣場的工程完成。月台於佐敷隧道一方設置出入口。

## 車站構造
車站是一座地面車站，設有1面1線的單式月台。月台上設有上蓋的簡單候車室，沒有廁所。
在鹿兒島本線時代，除了在1955年廢止的唐濱臨時停車場和在1965年加設列車交會的上田浦站與薩摩大川站外，唯一不可進行列車交會的車站。

## 使用狀況
| 1日上下車人次變遷 | 1日上下車人次變遷 |
| 年度              | 1日平均人次       |
| ----------------- | ----------------- |
| 2011年            | 25                |
| 2012年            | 20                |
| 2013年            | 20                |
| 2014年            | 23                |

## 車站周邊
車站位於山與八代海的狹窄土地位置，車站前後起有隧道。
海邊設有大型村落，以設有海浦漁港。另外，國道3號於海邊行走，該國道設有產交巴士的海浦巴士站。
山邊設有舊道（薩摩街道），距離車站約1公、周處設有受登錄有形文化財的佐敷隧道。另外，也有温州蜜柑的培植場。
- 熊本縣道56號水俁田浦線（日语：熊本県道56号水俣田浦線）
- 海浦簡易郵局

## 相鄰車站
肥薩橙鐵道
■肥薩橙鐵道線
■快速「超級橙」（只於星期六日運行）
通過
■快速「快速海洋快車薩摩」（只限4號停站）（只於星期六日運行）、■普通
肥後田浦（OR07）－海浦（OR08）－佐敷（OR09）

## 注腳
1. 1 2  国土数値情報(駅別乗降客数データ)  （页面存档备份，存于） - 國土交通省、2018年3月21日參閲
2. ↑  截至2016年，肥薩橙鐵道線內還有田浦御立岬公園站(2005年啟用)、神村學園前站(2010年啟用)也是不可進行列車交會的車站。

## 外部連結
- 海浦站（各站資訊） （页面存档备份，存于） - 肥薩橙鐵道